# Mariebergs kollektivhus

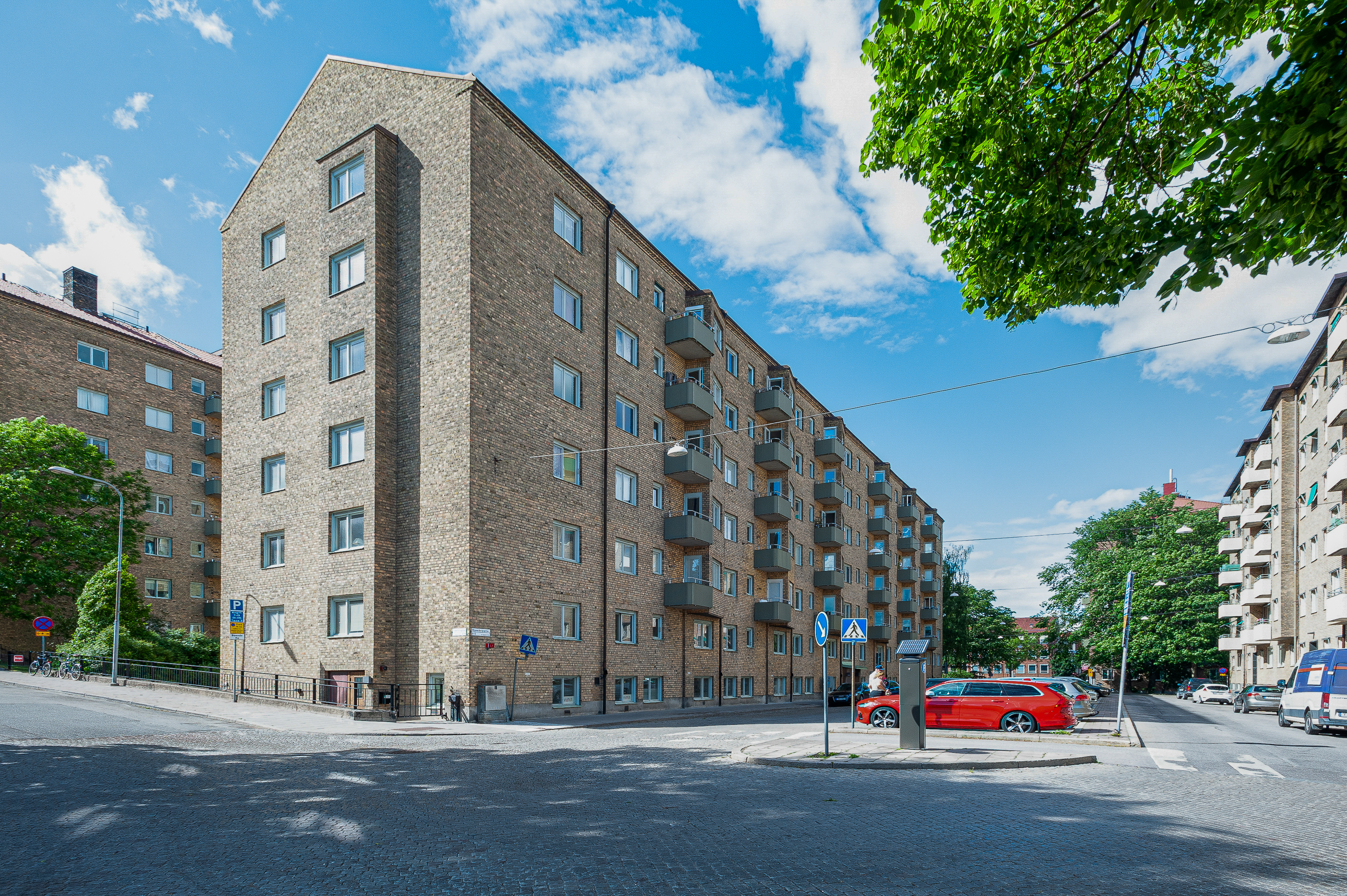
Kollektivhuset från söder.

Mariebergs kollektivhus, var ett kollektivhus vid Wennerbergsgatan 6 i Marieberg på Kungsholmen i Stockholm. Byggnaden ligger i kvarteret Signalpatrullen.

## Historik

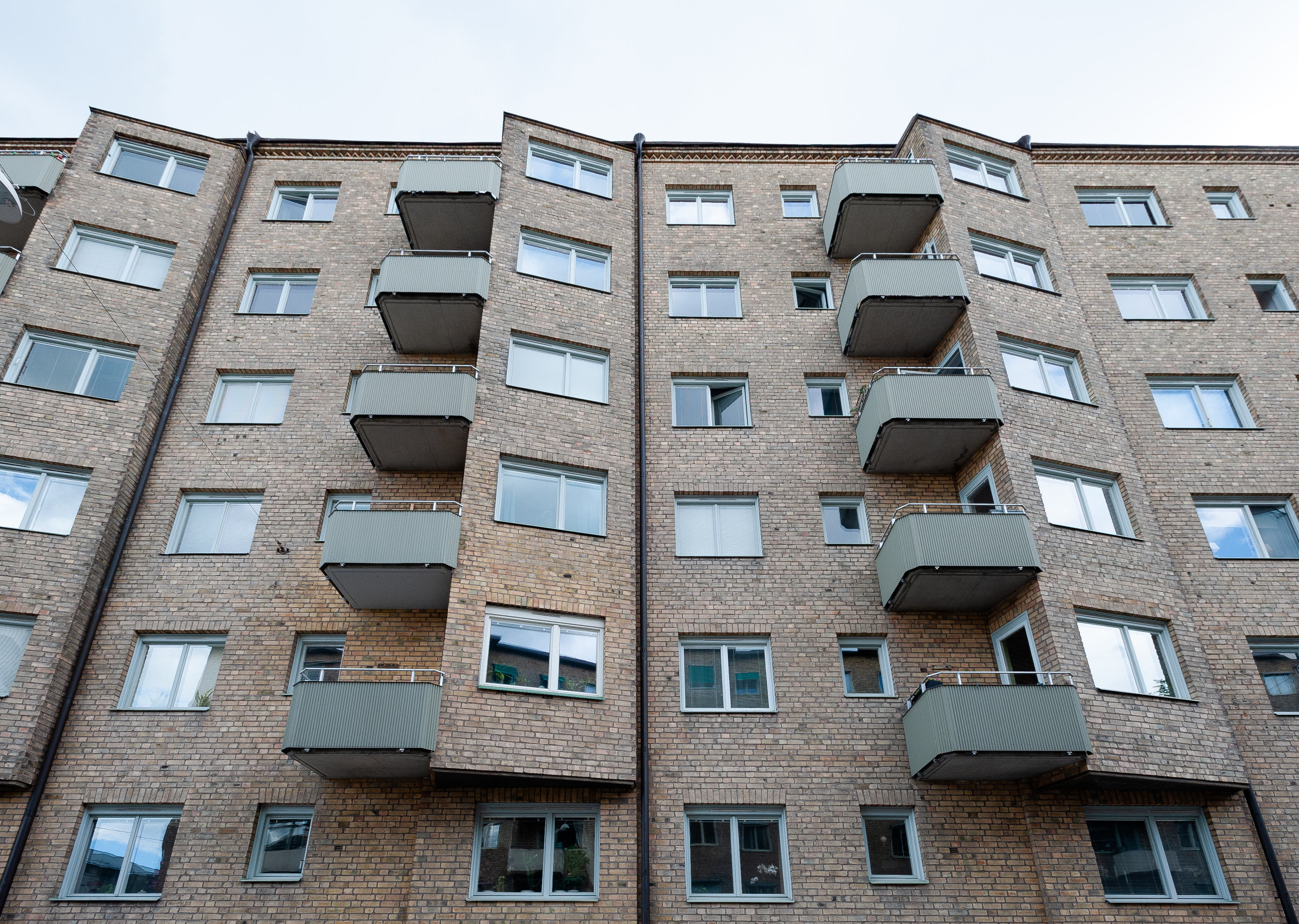
Fasaden.

Fastigheten initierades, finansierades och uppfördes 1944 av byggmästaren Olle Engkvist för uthyrning till ensamstående och familjer. Han hade dessförinnan byggt kollektivhusen Kvinnornas hus, Elfvinggården och Kollektivhuset Lundagård som riktade sig till yrkesarbetande kvinnor.
Anläggningen som ritades av arkitekt Sven Ivar Lind bestod av två friliggande huskroppar med 6–8 våningar i gult tegel samt en förbindelsegång mellan byggnaderna, invändigt klädd med rött tegel. Huset innehöll 197 lägenheter, varav majoriteten var 1–2 rum med kokvrå och ett fåtal 3–4 rumslägenheter. Ursprungligen planerades det för 12 stycken 4-rumslägenheter men en bedömning av efterfrågan gjorde att antalet halverades under byggtiden. Alla lägenheter, förutom de allra minsta, försågs med balkong.
I entrén fanns portvaktsexpedition, portvaktsbostad samt porttelefon till samtliga lägenheter. I huset fanns en restaurang för ca 100 personer, en festmatsal för ca 12 personer och ett daghem. Restaurangen höll öppet alla dagar klockan 16:30 – 19:00, frånsett två söndagar i månaden och en sommarmånad. För att skapa tillräckligt underlag för restaurangen förband sig alla hyresgäster (över 10 års ålder) att köpa 25 måltidskuponger per månad under tio månader per år. Måltiderna omfattade smör och bröd, förrätt, huvudrätt, efterrätt och kaffe. Hyresgästerna var välkomna att ta med gäster till restaurangen mot ett mindre tillägg, likaså erbjöds servering i festmatsalen (lilla matsalen) mot en extra avgift.
När huset var nybyggt serverades cirka 8 000 måltider per månad, varav ungefär en fjärdedel hämtades upp av hyresgästerna för att ätas i lägenheten. Maten levererades i fyrkantiga ugnsfasta glaskärl i en särskild matkorg. Daghemmet dimensionerades inledningsvis för ca 40 barn men utökades senare till att klara ca 70 barn.  Två mindre lokaler hölls öppna som fritidshem på eftermiddagarna och mot en avgift kunde daghemspersonalen vara barnvakter i lägenheterna kvällstid. Fastigheten hade tolv fast anställda städerskor som dels städade allmänna utrymmen, dels utförde lägenhetsstädning mot särskild ersättning.
Huset innehöll vidare läkarmottagning, bastu, tvättstuga, tvättinrättning, cykelgarage, piskaltaner samt ett bageri och en butik. På varje våningsplan fanns städskåp, skåp för en hopfällbar transportvagn och sopnedkast samt en hytt för lokaltelefon till restaurang, tvättinrättning och daghem. Huset hade även telefonautomater.
Byggnaden utsmyckades bland annat med en väggmålning i tempera i restaurangen av Ture Tideblad och en marmorrelief i entrén av Robert Nilsson. Möblerna i restaurangen ritades av arkitekt Rolf Engströmer och Svenskt Tenn levererade armaturer och gardintyger formgivna av Josef Frank.  
I huset bodde inledningsvis främst yngre familjer, varav flertalet hade barn. Det fanns dessutom relativt många ensamstående personer med barn. Vid inflyttningen 1944 fanns sammanlagt cirka 80 barn i huset. Omkring tio år senare hade detta antal ökat till det dubbla. Huset drog till sig en hel del intellektuella, exempelvis har Torun Bülow-Hübe, Birgit Cullberg, Anders Ek, Else Fisher, Carl-Henrik Hermansson, Käbi Laretei, Lena Larsson, Mårten Larsson, Eva Moberg, Agda Rössel, Gertrud Sigurdsen och Ingegerd Stadener bott i kollektivhuset Marieberg.
Huset är sedan 1995 grönklassat av Stadsmuseet i Stockholm, vilket innebär att byggnaden bedöms som särskilt värdefull från historisk, kulturhistorisk, miljömässig eller konstnärlig synpunkt. Huset ägs numera av en bostadsrättsförening.